# エレノア・パウエル
エレノア・パウエル (Eleanor Torrey Powell、1912年11月21日 – 1982年2月11日) は、アメリカ合衆国の女優、ダンサー。ハリウッド映画黄金時代 (en) の1930年代から1940年代半ばにかけて舞台と映画で活躍した。情熱的なソロのタップダンスで一世を風靡し「タップの女王」と呼ばれた。

## 来歴・人物
エレノア・パウエルは、1912年11月21日、マサチューセッツ州スプリングフィールドに生まれた。子供のときからダンスが得意だったパウエルは、11歳の時にヴォードヴィルの興行主に発見されたのがきっかけで演劇界に入る。17歳になる頃にはすでにブロードウェイで数々のレビューやミュージカルに出演、長身を生かした、優雅で、しかも運動的なダンスのスタイルを完成していった。特にマシンガンのように繰り出すタップダンスのフットワークは一躍有名になり、「世界で最も偉大なタップダンサー」と呼ばれた。
1935年にハリウッドに活動の拠点を移したパウエルはメトロ・ゴールドウィン・メイヤー（MGM）と契約、『踊るブロードウェイ (Broadway Melody of 1936)』で初の主役を演じた。パウエルのどこまでもダイナミックなステップと、いつまでも涸れることのないスタミナに、大恐慌の余波が未だ収まらぬアメリカの庶民は勇気づけられ、この映画を見るために何度も映画館に足を運ぶ者も多かったという。映画は記録的な大ヒットとなり、これ一本で当時悪化していたMGMの経営が一挙に立ち直るまでに至った。
パウエルは一躍MGMの大スタアとなり、こののちの『踊る〜』シリーズ (“Broadway Melody” series) に次々に主演、自ら振付けも行った。なかでもフレッド・アステアと共演した『踊るニュウ・ヨーク (Broadway Melody of 1940)』は当代きってのダンサーの競演作となり、二人が見せる洗練されたダンスのスタイルは古き良きハリウッドを代表する「アート」として、アメリカでは今日でもカルチャーアイコン的存在の映画となっている。
しかしこの頃がパウエルの絶頂期だった。第二次世界大戦とともに時代は変化していた。目に鮮やかなレビュー形式のミュージカルだけでは価値観が多様化した観客を満足させるには不十分になっていたのである。『Ship Ahoy』(1942、日本劇場未公開) ではタップでモールス信号を打って秘密諜報員にメッセージを伝えるという時代を反映した役どころもこなしたが、1940年代に出演した映画はおおむね準主役か脇役で、フレッド・アステアに加えジーン・ケリー、ジュディ・ガーランドら主役の座は次第に唄えて演技ができる俳優に代わられていった。
1943年に俳優のグレン・フォードと結婚、翌年には一人息子のピーター（ロックシンガーで俳優のピーター・フォード）が生まれる。『ニューヨークの饗宴 (Sensations of 1945)』(1944) が興行的な失敗に終わると、これを機にパウエルは映画界を事実上引退して育児に専念するようになる。MGMに乞われて1950年に『アイダホの公爵夫人』に本人役でカメオ出演、ほんの数分間の登場だったが、足にできた豆から血が出るほど入念にリハーサルを重ね、今や伝説的となったダンスを披露した。これがカラーで撮影されたパウエル初の作品であり、そしてパウエルの銀幕での見納めともなった。
その後パウエルはユニティ教会 (Unity Church) から宣教師に任命され、1953年から55年まで、日曜朝のキリスト教系番組『The Faith of Our Children』の司会者をつとめた。番組では息子ピーターがレギュラー出演、またパウエル自身はエミー賞を受賞、充実したものとなった。
1959年にグレン・フォードと離婚すると、息子の勧めもあって、パウエルはナイトクラブでのライブパフォーマンスという新しい領域での活動を始める。この頃『エド・サリヴァン・ショー』にも幾度か出演している。
1960年代後半にはライブパフォーマンスからも引退して公の場からは姿を消したが、『ザッツ・エンターテインメント』(1974) とその続編『ザッツ・エンターテインメント PART 2』(1976) でパウエルの華麗なダンスが重ねて取り上げられたことから、思わぬカムバックを果たす。その後も往年の大スタアとしての輝きは失せず、『ザッツ・エンターテインメント PART 3』(1994) でも取り上げられている。
1982年2月11日、卵巣癌のためビバリーヒルズで死去。墓所はハリウッド。69歳だった。

## 主な出演作品

### 舞台
- （ブロードウェイ）The Optimists (1928)
- （ブロードウェイ）Follow Thru (1929)
- （ブロードウェイ）Fine and Dandy (1930−31)
- （ブロードウェイ）Hot-Cha! (1932)
- （ブロードウェイ）George White’s Music Hall Varieties (1932)
- （ブロードウェイ）At Home Abroad (1935−36)

### 映画
- （日本劇場未公開）Queen High (1930)
- 『ジョージ・ホワイツ・一九三五年スキャンダルス』George White’s 1935 Scandals (1935)
- 『踊るブロードウェイ』Broadway Melody of 1936 (1935)
- 『踊るアメリカ艦隊』Born to Dance (1936)
- 『踊る不夜城』Broadway Melody of 1938 (1937)
- 『ロザリー』Rosalie (1937)
- 『踊るホノルル』Honolulu (1939)
- 『踊るニュウ・ヨーク』Broadway Melody of 1940 (1940)
- （日本劇場未公開）『レディ・ビー・グッド』 Lady Be Good (1941)
- （日本劇場未公開）Ship Ahoy (1942)
- （日本劇場未公開）『万雷の歓呼』Thousands Cheer (1943)
- （日本劇場未公開）I Dood It (1943)
- 『ニューヨークの饗宴』Sensations of 1945 (1944)
- （日本劇場未公開）The Great Morgan (1946)
- 『アイダホの公爵夫人』Duchess of Idaho (1950)

### テレビ
- （日本未公開）The Faith of Our Children (1953−55)